# Novela en imágenes
La novela en imágenes (picture novel) o novela sin palabras (wordless book) era un libro que contaba historias completas sin texto, recurriendo al uso en cada página de un grabado y en menor medida un collage o un dibujo a tinta. Surgidas en pleno auge del cine mudo, vivieron su época de esplendor en los años treinta del siglo pasado y abundaron en la temática social. Actualmente se las considera un precedente de la novela gráfica contemporánea.

## Historia
El iniciador de la corriente fue el belga Frans Masereel con 25 Images de la passion d'un homme (1918) y Mon livre d'heures (1919), entre otras; inspiración a su vez del estadounidense Lynd Ward (Vertigo, 1937) y el alemán Otto Nückell (Des Schicksal. Eine Geschicte in Bildern, 1928). Otros autores destacados de las novelas en grabados son Helena Bochoráková-Dittrichová, Otto Pankok, James Reid y Charles Turzak. Solo de forma excepcional se recurrió a otras técnicas. Max Ernst usó el collage en las surrealistas La mujer 100 cabezas (1929), Sueño de una niña que quiso entrar en el Carmelo (1930) y Una semana de bondad o los Siete Elementos capitales (1934), y Milt Gros el dibujo a tinta en la paródica He Done Her Wrong (1930).
Todavía en décadas posteriores, se producirían obras como White Collar (1940) de Giacomo Patri y Southern Cross: A Novel of the South Seas in Wood Engraving (1951) de Laurence Hyde.